# Gregorio Ayneto Echevarría
Gregorio de Ayneto Echevarría fou un jurista i polític balear. Llicenciat en dret, fou autor de diverses compilacions del codi penal espanyol i arribà a Fiscal Togat del Consell Suprem de Guerra i Marina. Fou elegit diputat del Partit Conservador per Palma a les eleccions generals espanyoles de 1876 i 1879. En 1881 fou designat senador per les Illes Balears, escó que va mantenir fins al 1890.